# Lista de técnicas culinárias
Esta é uma lista de técnicas culinárias.
- Assado
- Brasear
- Cozedura
- Escalfamento
- Estufado
- Fritura
- Gratinado
- Grelhado
- Guisado
- Marinada
- Recheio
- Redução (culinária)
- Refogado
- Salteamento
- Selar (culinária)
- Torrada